# Reading (Ohio)
Reading – miasto w Stanach Zjednoczonych, w południowo-zachodniej części stanu Ohio. Liczba mieszkańców w 2000 roku wynosiła 11 292.